# Parochodaeus howdeni
Parochodaeus howdeni is een keversoort uit de familie Ochodaeidae. De wetenschappelijke naam van de soort is voor het eerst geldig gepubliceerd in 1975 door Carlson.